# Giuseppe Angelini (calciatore)
Giuseppe Angelini (Rimini, 14 marzo 1965) è un allenatore di calcio ed ex calciatore italiano, di ruolo centrocampista.

## Carriera

### Giocatore
Cresciuto calcisticamente nel Cesena fa l'esordio in prima squadra nella stagione 1983-1984 in Serie B, per poi imporsi da titolare nell'annata successiva. Nella stagione 1986-1987, con 15 presenze ed una rete all'attivo, contribuisce al ritorno dei romagnoli in massima serie. Coi bianconeri disputa anche il campionato di Serie A 1987-1988 (14 presenze, esordio il 27 settembre 1987 in occasione del pareggio interno col Milan) chiuso con il nono posto finale.
A fine stagione viene ceduto in prestito al Padova, con cui disputa la stagione 1988-1989 fra i cadetti. Rientra al Cesena, ma viene presto trasferito sempre in prestito prima al Barletta in Serie B, quindi al Siena in Serie C1.
Dal 1991 prosegue la carriera fra C1 e C2, per chiudere l'attività agonistica nel 2001 col Santarcangelo in Serie D.
In carriera ha totalizzato complessivamente 14 presenze in Serie A e 121 presenze e 4 reti in Serie B.

### Allenatore
Ha allenato il Bellaria Igea Marina, Rovigo (dove ottiene una promozione in Serie C2) e Cattolica. È stato vice-allenatore del Cesena in Serie B. Dal 2010 allena il Santarcangelo in Lega Pro Seconda Divisione, fino all'estate del 2012, quando viene lasciato libero per assumere la guida degli allievi nazionali B della Juventus. Nel 2013 viene ingaggiato come allenatore della Primavera del Cesena. Il 21 giugno 2017 torna di nuovo sulla panchina del Santarcangelo, sostituendo Michele Marcolini, venendo però esonerato il 5 dicembre. Il 14 Giugno diventa il nuovo allenatore del Romagna Centro, squadra militante in Serie D, sostituendo Nicola Campedelli. Il 23 luglio con la rilevazione del titolo sportivo del Romagna Centro da parte della nuova società sportiva del Cesena Football Club (sorta sulle ceneri della fallita Associazione Calcio Cesena), diventa automaticamente il nuovo allenatore del Cesena. Il 28 Maggio nonostante la promozione in Serie C non viene confermato alla guida del cavalluccio.
Per metà stagione allena la formazione primavera del Napoli, mentre per il 2020-21 assume la guida del Forlì, in serie D.
L’8 marzo 2022 è nominato allenatore del Livorno, capolista del girone B di Eccellenza toscana, al posto del dimissionario Francesco Buglio. Dopo aver perso la finale playoff con il Pomezia viene esonerato.
Il 9 dicembre 2024 viene ingaggiato dal Brescia, in Serie B, come vice di Pierpaolo Bisoli. Nella giornata di martedì 28 gennaio 2025, Pierpaolo Bisoli viene esonerato, ponendo conseguentemente fine al suo incarico al Brescia.

## Statistiche

### Statistiche da allenatore
Statistiche aggiornate al 14 aprile 2024. In grassetto le competizioni vinte.
| Stagione                    | Squadra                     | Campionato                  | Campionato | Campionato | Campionato | Campionato | Coppe nazionali | Coppe nazionali | Coppe nazionali | Coppe nazionali | Coppe nazionali | Coppe continentali | Coppe continentali | Coppe continentali | Coppe continentali | Coppe continentali | Altre coppe | Altre coppe | Altre coppe | Altre coppe | Altre coppe | Totale | Totale | Totale | Totale | % Vittorie | Piazzamento |
| Stagione                    | Squadra                     | Comp                        | G          | V          | N          | P          | Comp            | G               | V               | N               | P               | Comp               | G                  | V                  | N                  | P                  | Comp        | G           | V           | N           | P           | G      | V      | N      | P      | %          | Piazzamento |
| --------------------------- | --------------------------- | --------------------------- | ---------- | ---------- | ---------- | ---------- | --------------- | --------------- | --------------- | --------------- | --------------- | ------------------ | ------------------ | ------------------ | ------------------ | ------------------ | ----------- | ----------- | ----------- | ----------- | ----------- | ------ | ------ | ------ | ------ | ---------- | ----------- |
| 2002-2003                   | Bellaria Igea Marina        | D                           | 34+2       | 16+1       | 11+1       | 7          | CI-D            | 4               | 1               | 1               | 2               | -                  | -                  | -                  | -                  | -                  | -           | -           | -           | -           | -           | 40     | 18     | 13     | 9      | 45,00      | 4º          |
| 2003-2004                   | Bellaria Igea Marina        | C2                          | 34+2       | 6          | 18+2       | 10         | CI-C            | 4               | 0               | 2               | 2               | -                  | -                  | -                  | -                  | -                  | -           | -           | -           | -           | -           | 40     | 6      | 22     | 12     | 15,00      | 17º (retr.) |
| Totale Bellaria Igea Marina | Totale Bellaria Igea Marina | Totale Bellaria Igea Marina | 72         | 23         | 32         | 17         |                 | 8               | 1               | 3               | 4               |                    | -                  | -                  | -                  | -                  |             | -           | -           | -           | -           | 80     | 24     | 35     | 21     | 30,00      |             |
| 2004-2005                   | Rovigo                      | D                           | 34         | 13         | 8          | 13         | CI-D            | 4               | 3               | 0               | 1               | -                  | -                  | -                  | -                  | -                  | -           | -           | -           | -           | -           | 38     | 16     | 8      | 14     | 42,11      | 9º          |
| 2005-2006                   | Cattolica                   | D                           | 34+2       | 12+1       | 5          | 17+1       | CI-D            | 2               | 0               | 2               | 0               | -                  | -                  | -                  | -                  | -                  | -           | -           | -           | -           | -           | 38     | 13     | 7      | 18     | 34,21      | 14º         |
| 2010-2011                   | Santarcangelo               | D                           | 38+2       | 22         | 11+2       | 5          | CI-D            | 5               | 1               | 3               | 1               | -                  | -                  | -                  | -                  | -                  | -           | -           | -           | -           | -           | 45     | 23     | 16     | 6      | 51,11      | 1º (prom.)  |
| 2011-2012                   | Santarcangelo               | 2D                          | 38         | 16         | 6          | 16         | CI-LP           | 4               | 0               | 2               | 2               | -                  | -                  | -                  | -                  | -                  | -           | -           | -           | -           | -           | 42     | 16     | 8      | 18     | 38,10      | 9º          |
| lug.-dic. 2017              | Santarcangelo               | C                           | 17         | 3          | 5          | 9          | CI-C            | 2               | 0               | 0               | 2               | -                  | -                  | -                  | -                  | -                  | -           | -           | -           | -           | -           | 19     | 3      | 5      | 11     | 15,79      | Eson.       |
| Totale Santarcangelo        | Totale Santarcangelo        | Totale Santarcangelo        | 95         | 41         | 24         | 30         |                 | 11              | 1               | 5               | 5               |                    | -                  | -                  | -                  | -                  |             | -           | -           | -           | -           | 106    | 42     | 29     | 35     | 39,62      |             |
| 2018-2019                   | Cesena                      | D                           | 38+3       | 25+2       | 8          | 5+1        | CI-D            | 1               | 0               | 0               | 1               | -                  | -                  | -                  | -                  | -                  | -           | -           | -           | -           | -           | 42     | 27     | 8      | 7      | 64,29      | 1º (prom.)  |
| 2020-2021                   | Forlì                       | D                           | 34         | 14         | 10         | 10         | -               | -               | -               | -               | -               | -                  | -                  | -                  | -                  | -                  | -           | -           | -           | -           | -           | 34     | 14     | 10     | 10     | 41,18      | 5º          |
| mar.-giu. 2022              | Livorno                     | Ecc.                        | 7+8        | 5+2        | 2+3        | 0+3        | CI-DT           | -               | -               | -               | -               | -                  | -                  | -                  | -                  | -                  | -           | -           | -           | -           | -           | 15     | 7      | 5      | 3      | 46,67      | Sub., 3º    |
| dic. 2022-2023              | Murata                      | CS                          | 18+1       | 9          | 3          | 6+1        | CT              | -               | -               | -               | -               | -                  | -                  | -                  | -                  | -                  | -           | -           | -           | -           | -           | 19     | 9      | 3      | 7      | 47,37      | Sub., 8º    |
| 2023-apr. 2024              | Murata                      | CS                          | 29         | 18         | 2          | 9          | CT              | 2               | 0               | 1               | 1               | -                  | -                  | -                  | -                  | -                  | -           | -           | -           | -           | -           | 31     | 18     | 3      | 10     | 58,06      | Resciss.    |
| Totale Murata               | Totale Murata               | Totale Murata               | 48         | 27         | 5          | 16         |                 | 2               | 0               | 1               | 1               |                    | -                  | -                  | -                  | -                  |             | -           | -           | -           | -           | 50     | 27     | 6      | 17     | 54,00      |             |
| Totale carriera             | Totale carriera             | Totale carriera             | 375        | 165        | 97         | 113        |                 | 28              | 5               | 11              | 12              |                    | -                  | -                  | -                  | -                  |             | -           | -           | -           | -           | 403    | 170    | 108    | 125    | 42,18      |             |

## Palmarès

### Giocatore

#### Competizioni nazionali
- Campionato Nazionale Dilettanti: 1

Castel San Pietro: 1996-1997

### Allenatore

#### Competizioni interregionali
- Serie D: 2

Santarcangelo: 2010-2011 (girone F)
Cesena: 2018-2019 (girone F)